# Fama, ¡a bailar! 5
Fama, ¡a bailar! 5 es la séptima edición del programa de televisión Fama, ¡a bailar! en España y la quinta edición de Fama, ¡a bailar!. Comenzó el 10 de enero de 2011 en horario de tarde y access a prime time de lunes a viernes presentado por Tania Llasera, y finalizó el 25 de marzo de 2011.

## Novedades de esta edición
- Tania Llasera sustituye a Paula Vázquez.
- Por la noche a las 20:50 h. se emite Fama non stop que continúa un poco el programa de la tarde.
- Se vuelve a la competición por parejas.
- Los alumnos tiene que luchar por la inmunidad o para salvarse de las nominaciones del viernes.
- El jurado no son los profesores, sino otras personas.
- Las parejas pueden ser mixtas.
- Cada Lunes, un concursante será expulsado por el público.
- El reto entre concursantes puede ser de eliminación o cambio de pareja según vea el jurado.
- Cuando hay reto y pierde uno, a la escuela entrarán 2 pretendientes y el jurado elegirá quien.
- A partir de la séptima semana no entran nuevos bailarines y los retos del martes pasan a ser de expulsión.

## Cástines: Ciudades y Fechas
Los casting se realizaron por diferentes ciudades española y corrieron a cargo de la directora de cástines Marta Moure, los profesores Rafa Méndez, Marbelys Zamora y la directora de la escuela Lola González.
- Casting Madrid (9 y 10 de diciembre)
- Casting Las Palmas de Gran Canaria (13 de diciembre)
- Casting Málaga (15 de diciembre)
- Casting Barcelona (17 y 18 de diciembre)

Los Cástines se emitieron en Cuatro desde el 3 de enero del 2011 al 9 de enero del 2011 en el access, a las 21 h.

## El Formato

### Horario
- De lunes a viernes:
- 17.30 h a 19.00 h

- Lunes: Expulsión
- Martes: Desafío
- Miércoles: Lucha por la inmunidad
- Jueves: Examen de coreógrafos
- Viernes: Nominaciones

## Equipo

### Presentadora
- Tania Llasera, presenta por primera vez Fama, ¡a bailar! solo el 2011.

### Jurado
- Lola González: Directora y Coreógrafa de grupales. ( José Martín: Ayudante de Lola).
- Javier Gurruchaga: Cantante de Orquesta Mondragón
- Vanexxa: Cantante de Hip Hop

### Profesores/as
- Marbelys Zamora: Profesora de Lírico. ( Karel Marrero: Ayudante de Marbelys)
- Sergio Alcover: Profesor de Street Dance ( Omar: Ayudante de Sergio)
- Maribel del Pino: Profesora de New Style
- Benji Weeratunge: Profesor de Commercial Dance
- Pepe Muñoz: Profesor de Broadway Style
- Rafa Méndez: Coreógrafo Funky ( Gala Robles: Ayudante de Rafa)[1]

### Concursantes
| País                        | Participante              | Edad    | Ciudad            | Estilos                                 | Tipo de Expulsión                          | Puesto Final                   |                                |
| --------------------------- | ------------------------- | ------- | ----------------- | --------------------------------------- | ------------------------------------------ | ------------------------------ | ------------------------------ |
| Bandera de España           | María Acosta              | 18 años | Barcelona         | New Style, Sexy Style y Comercial Dance | Entre los 7 Finalistas                     | GANADORA                       | GANADORA                       |
| Bandera de España           | Paula Lastra              | 19 años | Málaga            | Contemporáneo y Jazz                    | Entre los 7 Finalistas                     | 2ª Finalista, PAREJA GANADORA  | 2ª Finalista, PAREJA GANADORA  |
| Bandera de Cuba             | René Otamendi Pérez       | 31 años | Barcelona         | Contemporáneo, Popping y Afro           | Entre los 7 Finalistas                     | 3.º Finalista                  |                                |
| Bandera de España           | Fernando Rivero "Fer"     | 18 años | Granada           | Contemporáneo, Jazz y Hip Hop           | Entre los 7 Finalistas                     | 4.º Finalista                  |                                |
| Bandera de España           | Verónica Hernández "Vero" | 23 años | Tenerife          | Contemporáneo y Salsa                   | Entre los 7 Finalistas                     | 5ª Finalista                   |                                |
| Bandera de España           | Saray Pérez               | 21 años | Cádiz             | Funky, Sexy Style, Voguing y Hip Hop    | Entre los 7 Finalistas                     | 6ª Finalista                   |                                |
| Bandera de Colombia         | Bryan Trujillo            | 18 años | Madrid            | Contemporáneo y Lírico                  | Entre los 7 Finalistas                     | 7.º Finalista, PAREJA GANADORA | 7.º Finalista, PAREJA GANADORA |
| Bandera de España           | Ramón Navarro             | 18 años | Palma de Mallorca | Krump, Popping, Funky y New Style       | Entre los 10 Semifinalistas                | 8º Semifinalista               |                                |
| Bandera de España           | Aroa Fernández            | 18 años | Tenerife          | Funky, Hip-Hop y Jazz                   | Entre los 10 Semifinalistas                | 9ª Semifinalista               |                                |
| Bandera de España           | Airam Leal                | 29 años | Tenerife          | Hip-Hop, New Style y Krump              | Entre los 10 Semifinalistas                | 10º Semifinalista              |                                |
| Bandera de España           | Jox Peso                  | 24 años | San Sebastián     | Bboying y Danza Acrobática              | Reto contra: Fer                           | 15º Expulsado                  |                                |
| Bandera de España           | Imanol Peso               | 24 años | San Sebastián     | Bboying y Danza Acrobática              | Nominación contra: Airam, Aroa y Jox       | 14º Expulsado                  |                                |
| Bandera de España           | Mónika Rodríguez          | 22 años | Madrid            | Hip-Hop, Ballet y Comercial Dance       | Reto contra: Saray                         | 13.ª expulsada                 |                                |
| Bandera de España           | Cristian Velasco          | 19 años | Las Palmas        | Funky, Hip-Hop, New Style y Lírico      | Nominación contra: Imanol, Jox y Saray     | 12º Expulsado                  |                                |
| Bandera de los Países Bajos | Lisa Sanduende            | 19 años | Murcia            | Baile Moderno, Funky y Hip Hop          | Reto contra: Aroa                          | 11.ª Expulsada                 |                                |
| Bandera de España           | Rubén Martínez "Chino"    | 24 años | Madrid            | Bboying                                 | Nominación contra: Aroa, Imanol y Jox      | 10º Expulsado                  |                                |
| Bandera de España           | Lidia Gutiérrez López     | 18 años | Jerez             | Lírico, Gimnasia rítmica                | Reto contra: Mónika                        | 9ª Expulsada                   |                                |
| Bandera de Francia          | Kevin Rodríguez           | 19 años | Gandía            | Hip Hop, Krump, Locking y Popping       | Nominación contra: Mónika, Imanol y Jox    | 8º Expulsado                   |                                |
| Bandera de España           | Marc Pons                 | 22 años | Alicante          | Contemporáneo, Funky y Hip Hop          | Reto contra: Kevin                         | 7º Expulsado                   |                                |
| Bandera de España           | Jenifer Artiles           | 21 años | Las Palmas        | Funky y Jazz                            | Nominación contra: Kevin, Aroa y Chino     | 6ª Expulsada                   |                                |
| Bandera de Venezuela        | Rosmi Quesada             | 18 años | Las Palmas        | Hip-Hop, Funky y Lírico                 | Nominación contra: Kevin, Jenifer y Marc   | 5ª Expulsada                   |                                |
| Bandera de España           | Sonia Orta                | 18 años | Barcelona         | Funky                                   | Nominación contra: Kevin, María y Fer      | 4ª Expulsada                   |                                |
| Bandera de Suiza            | Franky de Simone          | 26 años | Madrid            | Funky, Jazz y Contemporáneo             | Nominación contra: Kevin, María y Lidia    | 3º Expulsado                   |                                |
| Bandera de España           | Strephon Canto            | 20 años | Gerona            | Popping, Krump, Acrobacias              | Por no poner entusiasmo en un reto         | Abandono Forzado               |                                |
| Bandera de España           | Miriam Sobrado            | 21 años | Ourense           | Funky y Jazz                            | Nominación contra: Marc, Rosmi y Strephon  | 2ª Expulsada                   |                                |
| Bandera de España           | Sally Valle               | 21 años | Barcelona         | Gimnasia Deportiva, Funky y Lírico      | Por negarse a bailar                       | Abandono Forzado               |                                |
| Bandera de España           | Yolanda Riego "Yoli"      | 25 años | Castellón         | Fitness Acrobático, Jazzfunk y Lírico   | Nominación contra: Strephon, Marc y Miriam | 1ª Expulsada                   |                                |
| Bandera de España           | José Ramírez "Rubio"      | 18 años | Sevilla           | New Style, Popping, Locking y Krump     | Por mala conducta                          | Abandono Forzado               |                                |

## Tabla de estadísticas semanal
| María    |    |    |  |  |    |    |    |    |    | PL | PL |  |  |  |  |    |    |  |  |    |    |    |    |    | Ganadora |  |  |  |  |  |  |  |  |  |  |  |  |  |  |  |
| Paula    |    |    |  |  |    |    |    |    |    |    |    |  |  |  |  |    |    |  |  | PL | PL | PR | PR | MP | 2ª F     |  |  |  |  |  |  |  |  |  |  |  |  |  |  |  |
| Otamendi |    |    |  |  |    |    |    |    |    |    |    |  |  |  |  |    |    |  |  |    |    | PR | PR |    | 3º F     |  |  |  |  |  |  |  |  |  |  |  |  |  |  |  |
| Fer      |    |    |  |  |    |    |    |    |    |    |    |  |  |  |  |    |    |  |  |    |    |    |    |    | 4º F     |  |  |  |  |  |  |  |  |  |  |  |  |  |  |  |
| Vero     |    |    |  |  |    |    |    |    |    |    |    |  |  |  |  |    |    |  |  |    |    | PR | PR |    | 5ª F     |  |  |  |  |  |  |  |  |  |  |  |  |  |  |  |
| Saray    |    |    |  |  |    |    |    |    |    |    |    |  |  |  |  |    |    |  |  |    |    |    |    |    | 6ª F     |  |  |  |  |  |  |  |  |  |  |  |  |  |  |  |
| Bryan    |    |    |  |  |    |    |    |    |    |    |    |  |  |  |  | PL | PL |  |  |    |    |    |    | MP | 7º F     |  |  |  |  |  |  |  |  |  |  |  |  |  |  |  |
| Ramón    |    |    |  |  |    |    |    |    |    |    |    |  |  |  |  |    |    |  |  |    |    |    |    |    | 8º SF    |  |  |  |  |  |  |  |  |  |  |  |  |  |  |  |
| Aroa     |    |    |  |  |    |    |    |    |    |    |    |  |  |  |  |    |    |  |  |    |    |    |    |    | 9ª SF    |  |  |  |  |  |  |  |  |  |  |  |  |  |  |  |
| Airam    |    |    |  |  |    |    |    |    |    |    |    |  |  |  |  | PR | PR |  |  |    |    |    |    |    | 10º SF   |  |  |  |  |  |  |  |  |  |  |  |  |  |  |  |
| Jox      |    |    |  |  |    |    |    |    |    |    |    |  |  |  |  |    |    |  |  |    |    |    |    |    |          |  |  |  |  |  |  |  |  |  |  |  |  |  |  |  |
| Imanol   | PL | PL |  |  |    |    |    |    |    |    |    |  |  |  |  |    |    |  |  |    |    |    |    |    |          |  |  |  |  |  |  |  |  |  |  |  |  |  |  |  |
| Mónika   |    |    |  |  |    |    |    |    |    |    |    |  |  |  |  |    |    |  |  |    |    |    |    |    |          |  |  |  |  |  |  |  |  |  |  |  |  |  |  |  |
| Cristian |    |    |  |  |    |    | PR | PR | PR |    |    |  |  |  |  |    |    |  |  |    |    |    |    |    |          |  |  |  |  |  |  |  |  |  |  |  |  |  |  |  |
| Lisa     |    |    |  |  |    |    |    |    |    |    |    |  |  |  |  |    |    |  |  |    |    |    |    |    |          |  |  |  |  |  |  |  |  |  |  |  |  |  |  |  |
| Chino    |    |    |  |  | PL | PL |    |    |    |    |    |  |  |  |  |    |    |  |  |    |    |    |    |    |          |  |  |  |  |  |  |  |  |  |  |  |  |  |  |  |
| Lidia    |    |    |  |  |    |    |    |    |    |    |    |  |  |  |  |    |    |  |  |    |    |    |    |    |          |  |  |  |  |  |  |  |  |  |  |  |  |  |  |  |
| Kevin    |    |    |  |  |    |    |    |    |    |    |    |  |  |  |  |    |    |  |  |    |    |    |    |    |          |  |  |  |  |  |  |  |  |  |  |  |  |  |  |  |
| Marc     |    |    |  |  |    |    |    |    |    |    |    |  |  |  |  |    |    |  |  |    |    |    |    |    |          |  |  |  |  |  |  |  |  |  |  |  |  |  |  |  |
| Jenifer  |    |    |  |  |    |    |    |    |    |    |    |  |  |  |  |    |    |  |  |    |    |    |    |    |          |  |  |  |  |  |  |  |  |  |  |  |  |  |  |  |
| Rosmi    |    |    |  |  |    |    |    |    |    |    |    |  |  |  |  |    |    |  |  |    |    |    |    |    |          |  |  |  |  |  |  |  |  |  |  |  |  |  |  |  |
| Sonia    |    |    |  |  |    |    |    |    |    |    |    |  |  |  |  |    |    |  |  |    |    |    |    |    |          |  |  |  |  |  |  |  |  |  |  |  |  |  |  |  |
| Franky   |    |    |  |  |    |    |    |    |    |    |    |  |  |  |  |    |    |  |  |    |    |    |    |    |          |  |  |  |  |  |  |  |  |  |  |  |  |  |  |  |
| Strephon |    |    |  |  |    |    |    |    |    |    |    |  |  |  |  |    |    |  |  |    |    |    |    |    |          |  |  |  |  |  |  |  |  |  |  |  |  |  |  |  |
| Miriam   |    |    |  |  |    |    |    |    |    |    |    |  |  |  |  |    |    |  |  |    |    |    |    |    |          |  |  |  |  |  |  |  |  |  |  |  |  |  |  |  |
| Sally    |    |    |  |  |    |    |    |    |    |    |    |  |  |  |  |    |    |  |  |    |    |    |    |    |          |  |  |  |  |  |  |  |  |  |  |  |  |  |  |  |
| Yoli     |    |    |  |  |    |    |    |    |    |    |    |  |  |  |  |    |    |  |  |    |    |    |    |    |          |  |  |  |  |  |  |  |  |  |  |  |  |  |  |  |
| Rubio    |    |    |  |  |    |    |    |    |    |    |    |  |  |  |  |    |    |  |  |    |    |    |    |    |          |  |  |  |  |  |  |  |  |  |  |  |  |  |  |  |

     Ganador de Fama ¡a bailar! 5
     Pareja ganadora de Fama ¡a bailar! 5
     Segundo Finalista de Fama ¡a bailar! 5
     Finalista de Fama ¡a bailar! 5
     Semifinalista de Fama ¡a bailar! 5
     Inmune.
     Inmune por arrastre.
     Salvado.
     Salvado por arrastre.
     Entre las 3 peores parejas y salvados por los profesores.
     Nominación disciplinaria.
     Entre las 3 peores parejas y nominados.
     Ganador del reto y continúa/cambia con su pareja.
     Perdedor del reto y continúa en la escuela.
     Ganador/a duelo de aspirantes.
     Entrada por sustitución.
     Expulsado al perder el reto y el jurado decidir que era eliminatorio.
     Expulsado por el público.
     Expulsión disciplinaria.
     El concursante no estuvo esa semana en la escuela.

PL: Premio Profesional de Lola, al mejor bailarín de su coreografía Grupal.
PR: Premio Profesional de Rafa Méndez, al mejor bailarín de su coreografía de los 7.
MP: Mejor pareja de Fama, ¡a bailar! 5 (Pareja Ganadora)

## Duelo de Aspirantes
La escuela busca, más que nunca, tener a los mejores, por eso entrar en la escuela no será fácil. En esta edición para convertirse en concursante hay que superar un duelo entre dos aspirantes. El/La mejor entrará en la escuela y formará pareja con el / la perdedor/a del reto.

### Tabla de Duelos
| Otamendi |
| Mónika   |
| Lidia    |
| Jennifer |
| Rosmi    |
| Julia    |
| Aarón    |

     Ganador/a del duelo.
     Concursante dentro de la escuela.
     Perdedor/a del duelo.
     Concursante expulsado de la escuela por el público.
     Concursante expulsado de la escuela por el reto.
     El concursante no estuvo esa semana en la escuela.

### Datos Duelos de Aspirantes
I Duelo
| País                 | Participante | Edad    | Ciudad     | Estilos                  | Semana | Duelo Contra | Resultado Duelo |
| -------------------- | ------------ | ------- | ---------- | ------------------------ | ------ | ------------ | --------------- |
| Bandera de Venezuela | Rosmi        | 18 años | Las Palmas | Hip-Hop, Funky y Lírico  | S. 2   | Lidia        | Ganadora        |
| Bandera de España    | Lidia        | 18 años | Jerez      | Lírico, Gimnasia rítmica | S. 2   | Rosmi        | Perdedora       |

II Duelo
| País              | Participante | Edad    | Ciudad    | Estilos                  | Semana   | Duelo Contra | Resultado Duelo    |
| ----------------- | ------------ | ------- | --------- | ------------------------ | -------- | ------------ | ------------------ |
| Bandera de España | Lidia        | 18 años | Jerez     | Lírico, Gimnasia rítmica | S. 2/S.3 | Rosmi/Julia  | Perdedora/Ganadora |
| Bandera de España | Julia        | 18 años | Barcelona | Danza Clásica            | S. 3     | Lidia        | Perdedora          |

III Duelo
| País              | Participante | Edad    | Ciudad    | Estilos                       | Semana | Duelo Contra | Resultado Duelo |
| ----------------- | ------------ | ------- | --------- | ----------------------------- | ------ | ------------ | --------------- |
| Bandera de Cuba   | Otamendi     | 31 años | Barcelona | Contemporáneo, Popping y Afro | S. 4   | Aarón        | Ganador         |
| Bandera de España | Aarón        | 18 años | Madrid    | Hip-Hop                       | S. 4   | René         | Perdedor        |

IV Duelo
| País              | Participante | Edad    | Ciudad                     | Estilos       | Semana   | Duelo Contra   | Resultado Duelo     |
| ----------------- | ------------ | ------- | -------------------------- | ------------- | -------- | -------------- | ------------------- |
| Bandera de España | Jennifer     | 21 años | Las Palmas de Gran Canaria | Funky         | S. 5     | Julia          | Ganadora            |
| Bandera de España | Julia        | 18 años | Mongat                     | Danza Clásica | S. 3/S.5 | Lidia/Jennifer | Perdedora/Perdedora |

V Duelo
| País              | Participante | Edad    | Ciudad | Estilos                           | Semana       | Duelo Contra          | Resultado Duelo               |
| ----------------- | ------------ | ------- | ------ | --------------------------------- | ------------ | --------------------- | ----------------------------- |
| Bandera de España | Mónika       | 22 años | Madrid | Hip-Hop, Ballet y Comercial Dance | S. 6         | Julia                 | Ganadora                      |
| Bandera de España | Julia        | 18 años | Mongat | Danza Clásica                     | S. 3/S.5/S.6 | Lidia/Jennifer/Mónica | Perdedora/Perdedora/Perdedora |

## Transcurso de Fama, ¡a bailar! (5ª edición)
| Semana | Lunes (Expulsión) | Martes (Reto) | Miércoles (Inmunidad) | Jueves (Salvación)                                                           | Viernes (Nominaciones) |
| ------ | --- | --- | --- | ---------------------------------------------------------------------------- | --- |
| 1      | ESTRENO T: Presentación de las parejas N: STREPHON y CHINO arrastran a YOLI y AROA y quedan ELIMINADOS de la INMUNIDAD | T: VERO y RAMÓN;MARÍA y KEVIN Finalistas de la INMUNIDAD                                                            | T: SARAY y CRISTIAN Finalistas de la INMUNIDAD N: VERO arrastra a RAMÓN al GANAR la INMUNIDAD.                                       | T: KEVIN arrastra a MARÍA al GANAR la SALVACIÓN. N: RUBIO Expulsado Forzoso. | T: YOLI y STREPHON/ MARC y MIRIAM/ SONIA y FER parejas CANDIDATAS a la NOMINACIÓN. N: SONIA y FER salvados. YOLI y STREPHON/ MARC y MIRIAM NOMINADOS.             |
| 2      | T: YOLI EXPULSADA. N: Entra BRYAN (sustitución) STREPHON RETA a FER                                                    | T: FER GANA el reto N: DUELO entre Rosmi y Lidia GANA ROSMI                                                         | T: PAULA y BRYAN;VERO y RAMÓN Finalistas INMUNIDAD N: VERO arrastra a RAMÓN al GANAR la INMUNIDAD.                                   | T: PAULA arrastra a BRYAN al GANAR la SALVACIÓN.                             | T: ROSMI y STREPHON/ MARC y MIRIAM/ LISA parejas CANDIDATAS a la NOMINACIÓN. SALLY Expulsada Forzosa. N: LISA salvada. ROSMI y STREPHON/ MARC y MIRIAM NOMINADOS. |
| 3      | T: MIRIAM EXPULSADA. N: Entra AIRAM (sustitución) MARC RETA a STREPHON                                                 | T: MARC GANA el reto STREPHON Expulsado Forzoso. N: Entra FRANKY (sustitución) DUELO entre Lidia y Julia GANA LIDIA | T: PAULA y BRYAN;AIRAM y LISA Finalistas INMUNIDAD N: BRYAN arrastra a PAULA al GANAR la INMUNIDAD.                                  | T: AROA arrastra a CHINO al GANAR la SALVACIÓN.                              | T: IMANOL y JOX/ FRANKY y LIDIA/ KEVIN y MARÍA parejas CANDIDATAS a la NOMINACIÓN. N: IMANOL y JOX salvados. KEVIN y MARÍA/ LIDIA y FRANKY NOMINADOS.             |
| 4      | T: FRANKY EXPULSADO. N: LIDIA RETA a LISA                                                                              | T: LISA GANA el reto LIDIA conserva plaza. N: DUELO entre Otamendi y Aarón GANA OTAMENDI                            | T: VERO y RAMÓN;AROA y CHINO Finalistas INMUNIDAD N: CHINO arrastra a AROA al GANAR la INMUNIDAD.                                    | T: CRISTIAN arrastra a SARAY al GANAR la SALVACIÓN.                          | T: SONIA y FER/ OTAMENDI y LIDIA/ KEVIN y MARÍA parejas CANDIDATAS a la NOMINACIÓN. N: LIDIA y OTAMENDI salvados. KEVIN y MARÍA/ SONIA y FER NOMINADOS.           |
| 5      | T: SONIA EXPULSADA. N: FER RETA a KEVIN                                                                                | T: FER GANA el reto KEVIN conserva plaza. N: DUELO entre Jenifer y Julia GANA JENIFER                               | T: OTAMENDI y LIDIA;LISA y AIRAM Finalistas INMUNIDAD KEVIN NOMINACIÓN disciplinaria N: AIRAM arrastra a LISA al GANAR la INMUNIDAD. | T: JOX arrastra a IMANOL al GANAR la SALVACIÓN.                              | T: VERO y RAMÓN/ MARC y ROSMI/ KEVIN y JENIFER parejas CANDIDATAS a la NOMINACIÓN. N: VERO y RAMÓN salvados. KEVIN y JENIFER/ MARC y ROSMI NOMINADOS.             |
| 6      | T: ROSMI EXPULSADA. N: MARC RETA a BRYAN                                                                               | T: BRYAN GANA el reto MARC conserva plaza. N: DUELO entre Julia y Mónika GANA MÓNIKA                                | T: MARÍA y FER;PAULA y BRYAN Finalistas INMUNIDAD N: FER arrastra a MARÍA al GANAR la INMUNIDAD.                                     | T: VERO arrastra a RAMÓN al GANAR la SALVACIÓN.                              | T: KEVIN y JENIFER/ AROA y CHINO NOMINADOS. |
| 7      | T: JENNIFER EXPULSADA. N: KEVIN RETA a MARC                                                                            | T: KEVIN GANA el reto MARC es EXPULSADO.                                                                            | T: SARAY y CRISTIAN;PAULA y BRYAN Finalistas INMUNIDAD N: BRYAN arrastra a PAULA al GANAR la INMUNIDAD.                              | T: CHINO arrastra a AROA al GANAR la SALVACIÓN.                              | T: KEVIN y MÓNIKA/ IMANOL y JOX NOMINADOS. |
| 8      | T: KEVIN EXPULSADO. N: MÓNIKA RETA a LIDIA                                                                             | T: MÓNIKA GANA el reto LIDIA es EXPULSADA.                                                                          | T: MARÍA y FER;VERO y RAMÓN Finalistas INMUNIDAD N: FER arrastra a MARÍA al GANAR la INMUNIDAD.                                      | T: CRISTIAN arrastra a SARAY al GANAR la SALVACIÓN.                          | T: AROA y CHINO/ IMANOL y JOX NOMINADOS. |
| 9      | T: CHINO EXPULSADO. T: AROA RETA a LISA                                                                                | T: AROA GANA el reto LISA es EXPULSADA.                                                                             | T: PAULA y BRYAN GANAN la INMUNIDAD                                                                                                  | NO HUBO PROGRAMA                                                             | T: SARAY y CRISTIAN/ IMANOL y JOX NOMINADOS. |
| 10     | T: CRISTIAN EXPULSADO. T: SARAY RETA a MÓNIKA                                                                          | T: SARAY GANA el reto MÓNIKA es EXPULSADA.                                                                          | T: PAULA y BRYAN GANAN la INMUNIDAD. Se convierten en FINALISTAS                                                                     | T: OTAMENDI arrastra a SARAY al GANAR la SALVACIÓN                           | T: AROA y AIRAM/ IMANOL y JOX NOMINADOS. |
| 11     | T: IMANOL EXPULSADO. T: JOX RETA a FER                                                                                 | T: FER GANA el reto JOX es EXPULSADO                                                                                | T: Presentación de las parejas FINALISTAS                                                                                            | FINAL POR PAREJAS T: PAULA y BRYAN GANAN LA FINAL DE PAREJAS                 | FINAL INDIVIDUAL T: MARÍA GANA FAMA ¡A BAILAR! 5 |

NOTAS:

T: Programa de la tarde

N: Programa de la noche

### Parejas y Estilos: Fama, ¡a bailar! 5
| S.      | Broadway Style                 | Commercial Dance               | Funky       | New Style                     | Lírico                        | Street Dance                    |
| ------- | ------------------------------ | ------------------------------ | ----------- | ----------------------------- | ----------------------------- | ------------------------------- |
| 1       | Sally y Lisa Paula y Rubio     | María y Kevin Saray y Cristian |             | Vero y Ramón Yoli y Strephon  | Sonia y Fer Miriam y Marc     | Aroa y Chino Imanol y Jox       |
| 2       | Sonia y Fer Strephon y Rosmi   | Sally y Lisa Aroa y Chino      | Cristian    | Imanol y Jox Miriam y Marc    | Vero y Ramón Paula y Bryan    | María y Kevin Saray y Cristian  |
| 3       | Imanol y Jox Aroa y Chino      | Vero y Ramón Paula y Bryan     | María Kevin | Sonia y Fer Saray y Cristian  | Lidia y Franky María y Kevin  | Lisa y Airam Rosmi y Marc       |
| 4       | María y Kevin Vero y Ramón     | Rosmi y Marc Imanol y Jox      | Vero        | Aroa y Chino Paula y Bryan    | Saray y Cristian Lisa y Airam | Sonia y Fer Lidia y Otamendi    |
| 5       | Saray y Cristian Rosmi y Marc  | Lisa y Airam Aroa y Chino      | Bryan       | María y Fer Jenifer y Kevin   | Lidia y Otamendi Imanol y Jox | Vero y Ramón Paula y Bryan      |
| 6       | Paula y Bryan Lidia y Otamendi | María y Fer Saray y Cristian   |             | Mónika y Marc Lisa y Airam    | Vero y Ramón Aroa y Chino     | Jenifer y Kevin Imanol y Jox    |
| 7       | Lisa y Airam                   | Lidia y Otamendi Aroa y Chino  | Saray       | Vero y Ramón Imanoly Jox      | Paula y Bryan María y Fer     | Saray y Cristian Mónika y Kevin |
| 8       | Imanol y Jox                   | Paula y Bryan Vero y Ramón     | Paula       | Mónika y Otamendi María y Fer | Saray y Cristian              | Lisa y Airam Aroa y Chino       |
| 9       | Vero y Ramón Saray y Cristian  | Aroa y Airam Jox e Imanol      | Aroa        | Paula y Bryan                 | Mónika y Otamendi             | María y Fer                     |
| 10      | María y Fer                    |                                |             | Vero y Ramón Aroa y Airam     | Jox e Imanol Paula y Bryan    | Saray y Otamendi                |
| 11      | Paula y Bryan                  | Aroa y Airam                   |             | Saray y Otamendi              | María y Fer                   | Vero y Ramón                    |
| FINAL P | Paula y Bryan                  | Vero y Ramón                   |             | María y Fer                   | Saray y Otamendi              | Aroa y Airam                    |
| FINAL I |                                | María                          |             | Saray                         | Fer Paula Vero Bryan Otamendi |                                 |

- En negrita la pareja inmune.

FINAL P = Final Parejas

### Los 7 de Rafa
Por segunda edición consecutiva, Rafa Méndez preparará unas performances para los alumnos de Fama 5, ayudado por sus 7.
Participan:
- Rafa Méndez (Profesor de Funky)
- Gala Robles (Ayudante de Rafa)
- Tania Llasera (Presentadora de Fama)
- Hrisio Busarov (Ayudante de Rafa)
- Ariadna Hafez (Finalista de Fama 2)
- Nito Solsona (Finalista de Fama 2)
- Jonathan Anzalone (Ganador de Fama 3)
- Lourdes Guadalupe (Finalista de Fama 3)
- Albert Cornelles (Finalista de Fama 3)

| Coreografía         | Los 7 Elegidos                                                                                  | Ganador Premio | Destino      | Premio                |
| ------------------- | ----------------------------------------------------------------------------------------------- | -------------- | ------------ | --------------------- |
| Los 7 de Rafa (5.1) | Cristian (P), María (G), Fer (H), Vero (Ar), Imanol (J), Paula (L), Ramón (Al)                  | Cristian       | Gran Canaria | Fiesta del Carnaval   |
| Los 8 de Rafa (5.2) | María (P), Airam (N), Otamendi (J), Aroa (G), Paula (L), Cristian (Al), Lisa (Ar), Marbelys (T) | Airam          | Gran Canaria | Fiesta del Carnaval   |
| La Córeo del Sofá   | Jox, Imanol, María, Fer, Aroa, Airam, Otamendi, Mónika, Saray, Vero, Ramón, Paula, Bryan        | NO             | TIENE        | PREMIO                |
| Los 7 de Rafa (5.3) | Saray (P), María (G), Otamendi (H), Airam (N), Fer (J), Vero (L), Ramón (Al)                    | Otamendi       | Varios       | Gira con Rebeka Brown |

P: Protagonista, Rafa Méndez 

G: Gala 
        
T: Tania 
  
H: Hrisio 
          
Ar: Ariadna 
          
N: Nito 
  
J: Jonathan 
          
L: Lourdes 
          
Al: Albert 

Rafa en la final le dio a Vero un premio que consistía en bailar con él en sus próximos proyectos.
Rebeka Brown en la final le dio a Otamendi un premio que consistía en bailar en su próxima gira.